# 1707 Шантал
1707 Шантал (1707 Chantal) — астероїд головного поясу, відкритий 8 вересня 1932 року.
Тіссеранів параметр щодо Юпітера — 3,629.